# New Holland (Ohio)
New Holland è un villaggio degli Stati Uniti d'America, situato nello stato dell'Ohio, diviso tra la contea di Pickaway e la contea di Fayette.